# 클로드 샹파뉴

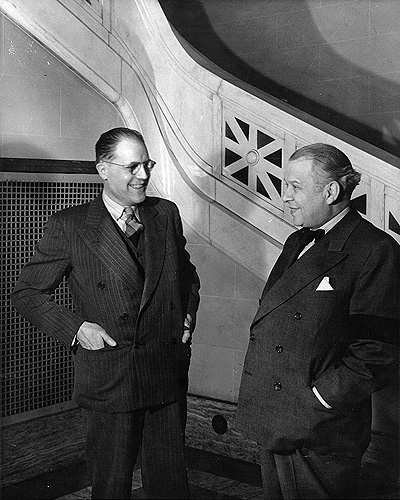
클로드 샹파뉴(왼쪽)

클로드 샹파뉴(Claude Champagne, 1891년 5월 27일 ~ 1965년 12월 21일)는 캐나다의 작곡가이다.
클로드 샹파뉴는 몬트리올에서 태어났다. 그는 앨버크 체임버랜드(Albert Chamberland)의 밑에서 바이올린을 배웠고, 오르파 드보(Orpha-F. Deveaux)의 밑에서 오르간을 배웠고, 그리고 로맹-옥타브 펠티에(Romain-Octave Pelletier)와 알랙스 콩탕(Alexis Contant)의 밑에서 피아노를 배웠다. 그는 1921년에 프랑스에 유학가서 음악을 배웠다. 그는 캐나다에 돌아온 뒤부터 음악 교육에 열중하였다.

## 작품 목록
- 가스페 심포니 (Symphonie Gaspésienne)
- 헤라클레스와 옴팔레 (Hercule et Omphale)
- 로랭팅의 여인 (La Laurentienne)
- 동네 무용 (Danse Villageoise)
- 피에스타 (Fiesta) - 피아노 협주곡
- 캐나다 모음곡 (Suite Canadienne)
- 자장가 (Berceuse)
- 기도 (Prière)